# Mindedag
Mindedage er mærkedage, hvor man mindes dødsfald, ofte nationalt eller internationalt som eksempelvis Auschwitz-dag, eller andre årsdage af national, statslig eller religiøs betydning i forbindelse med krig, katastrofer, uafhængighedsdage, pagtslutninger og overenskomster mellem lande.

## Europæiske mindedage
23. august: Europæisk mindedag for ofrene for stalinismen og nazismen